# Henri Pujol
Pour les articles homonymes, voir Pujol.
Henri Pujol, né le 26 février 1930 à Florensac (Hérault), est un médecin cancérologue français, professeur honoraire de médecine à l'Université Montpellier 1, ancien président de La Ligue nationale contre le cancer,.

## Biographie
Né à Florensac (Hérault) en 1930. Docteur en médecine (Faculté de Montpellier) en 1958. Nommé professeur en cancérologie en 1965. En 1981, il devient directeur du Centre régional de lutte contre le cancer de Montpellier (Val d'Aurelle). De 1983 à 1997, il préside la Fédération nationale des centres de lutte contre le cancer. 
Il prend sa retraite en 1998. À l'issue de sa carrière professionnelle, il est élu président de la Ligue nationale contre le cancer ; il exerce cette fonction jusqu'en 2007. En 2003, il est nommé membre de la Commission interministérielle du plan cancer impulsée par Jacques Chirac et devient en 2005 vice-président de l'Institut national du Cancer. De 2007 à 2016, il préside la Ligue contre le cancer dans l'Hérault.
Il est commandeur de la Légion d'honneur (2002). En 1999, il reçoit le Genêt d'or.

## Autre fonction
- Maire de Lanuéjols (Lozère) de 1968 à 1995

## Distinctions
- Commandeur de la Légion d'honneur (2002).

## Publications
- Auteur de 197 publications dans des journaux scientifiques.
- Co-auteur en 2010, avec ses deux fils Jean-Louis et Pascal Pujol, de l'ouvrage Question's Cancer (Éditions Actes Sud).
- Le cancer un combat scientifique et social, L'Harmattan, 2021  (ISBN 9782343223865)